# غدد هاله پستان

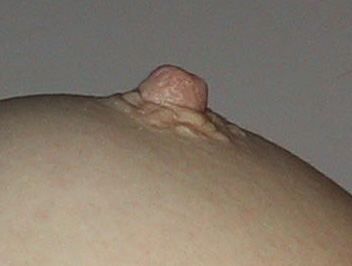
در این تصویر غدد هاله پستان (برجستگی‌های مونتگومری) در اطراف نوک پستان مشهود هستند.

غدد هاله پستان (انگلیسی: Areolar gland) که با نام‌های دیگری چون غدد مونتگومری، گلاندولا آرئولا، برجستگی‌های مونتگومری و برجستگی‌های هالهٔ پستان هم شناخته می‌شوند، حدود ۱۰ تا ۱۵ برجستگی بر روی هاله پستان است که معمولاً آرایشی دایره‌وار و گرد به‌دور نوک پستان دارد و به‌ویژه هنگامی که نوک پستان بیرون‌زده و سفت می‌شود، بهتر دیده می‌شوند.
این برجستگی‌ها در واقع غدد چربی پوست هستند که ترشحات چرب و روغنی جهت نرم کردن نوک پستان در هنگام شیردهی تولید می‌کنند. عملکرد این غدد محافظت از پوست و ایجاد شرایطی برای قفل شدن دهان نوزاد و نوک پستان است؛ بنابراین، این غدد شرایط بهتری برای تغذیه کافی نوزاد با شیر مادر را مهیا می‌کنند. علاوه بر این، پژوهش‌های اخیر نشان می‌دهد که آنها نوعی رایحه (فرومون) تولید می‌کنند که نوزادان را به سمت غذا جذب می‌کند. 

## ساختار
غدد هاله پستان برجستگی‌های کوچک گردی هستند که در ناحیه هاله‌ای پستان و گاهی روی نوک پستان یافت می‌شوند. این غدد تحت اثر هورمون‌های بدن هستند و در سه زمان برجسته‌تر از قبل می‌گردند: (الف) دوران بارداری (۲) دوران بلوغ (۳) حوالی زمان قاعدگی. عوامل دیگری که بر اندازه و تعداد این غدد اثر می گذارند عبارتند از: استرس عصبی، به‌هم خوردن تعادل هورمونی بدن، تغییرات فیزیکی بدن همچون افزایش یا کاهش وزن، برخی داروها، تحریک نوک پستان و استفاده از سینه‌بند‌های تنگ.

### گوناگونی
این برجستگی‌ها در دوران بارداری مشخص‌تر می‌شوند. تعداد غدد می‌تواند بسیار متفاوت باشد، معمولاً به‌طور متوسط از ۴ تا ۲۸ در هر پستان متغیر است. در حدود ۳۰ تا ۵۰ درصد از زنان باردار، این غدد کاملاً برجسته و قابل مشاهده است. در دوران بارداری، این غدد علاوه بر نرم کردن نوک پستان، میکروب‌ها را نیز از آن ناحیه دور نگه می‌دارد و اجازه آلوده شدن شیر به میکروب‌های سطح پوست را نمی‌دهد. برجسته‌شدن غدد مونتگومری در اطراف نوک پستان ممکن است یکی از نخستین علائم بارداری باشد. این غدد ممکن است حتی قبل از اینکه متوقف‌شدن پریودهای ماهیانهُ برجسته و قابل مشاهده‌تر از قبل شوند.

## عملکرد
غدد هاله پستان ترشحات روغنی (مایع لیپوئید) تولید می‌کنند تا هاله و نوک پستان را نرم کرده و از آن محافظت کنند. ترکیبات فرار موجود در این ترشحات نیز ممکن است همچون یک محرک بویایی اشتهاآور برای نوزاد عمل کند. هنگامی که نوک پستان تحریک می‌شود، این غدد بیشتر در معرض دید قرار می‌گیرند و برجسته می‌شوند. پوست روی دهانه سطحی روغن کاری شده و نسبت به بقیه نقاط هاله پستان صاف‌تر است. مواد مترشحه از این غدد به روان‌تر شدن جریان شیر کمک می‌کنند و دارای خاصیت ضدمیکروبی است. به همین دلیل، مهم است مادران شیرده نوک پستان‌های خود را با صابون یا سایر مواد شوینده نشویید (آب معمولی کافی است). همچنین از هرگونه مواد ضدعفونی‌کننده یا سایر موادی که می‌تواند ناحیه اطراف نوک پستان‌ها را خشک کرده یا به آسیب برساند، خودداری کنند. در عوض، فقط سینه‌های خود را در طول دوش گرفتن روزانه با آب بشویید.

## اهمیت بالینی
غدد هاله پستان ممکن است مقادیر زیادی مواد روغنی ترشح کنند. این موضوع یک وضعیت بی‌اهمیت است و برخلاف گالاکتوره، به‌ندرت نشان‌دهنده مشکلی اساسی است.

## تاریخچه
غدد هاله پستان را با نام غدد مونتگومری یا برجستگی‌های مونتگومری نیز می‌شناسند و این نام‌گذاری به افتخار «ویلیام فدرستون مونتگومری» (۱۷۹۷–۱۸۵۹)، یک متخصص زنان و زایمان ایرلندی که نخستین بار آنها را در سال ۱۸۳۷ توصیف کرد، انجام شده‌است.